# Phryxe villana
Phryxe villana là một loài ruồi trong họ Tachinidae.